# 오토 웜비어

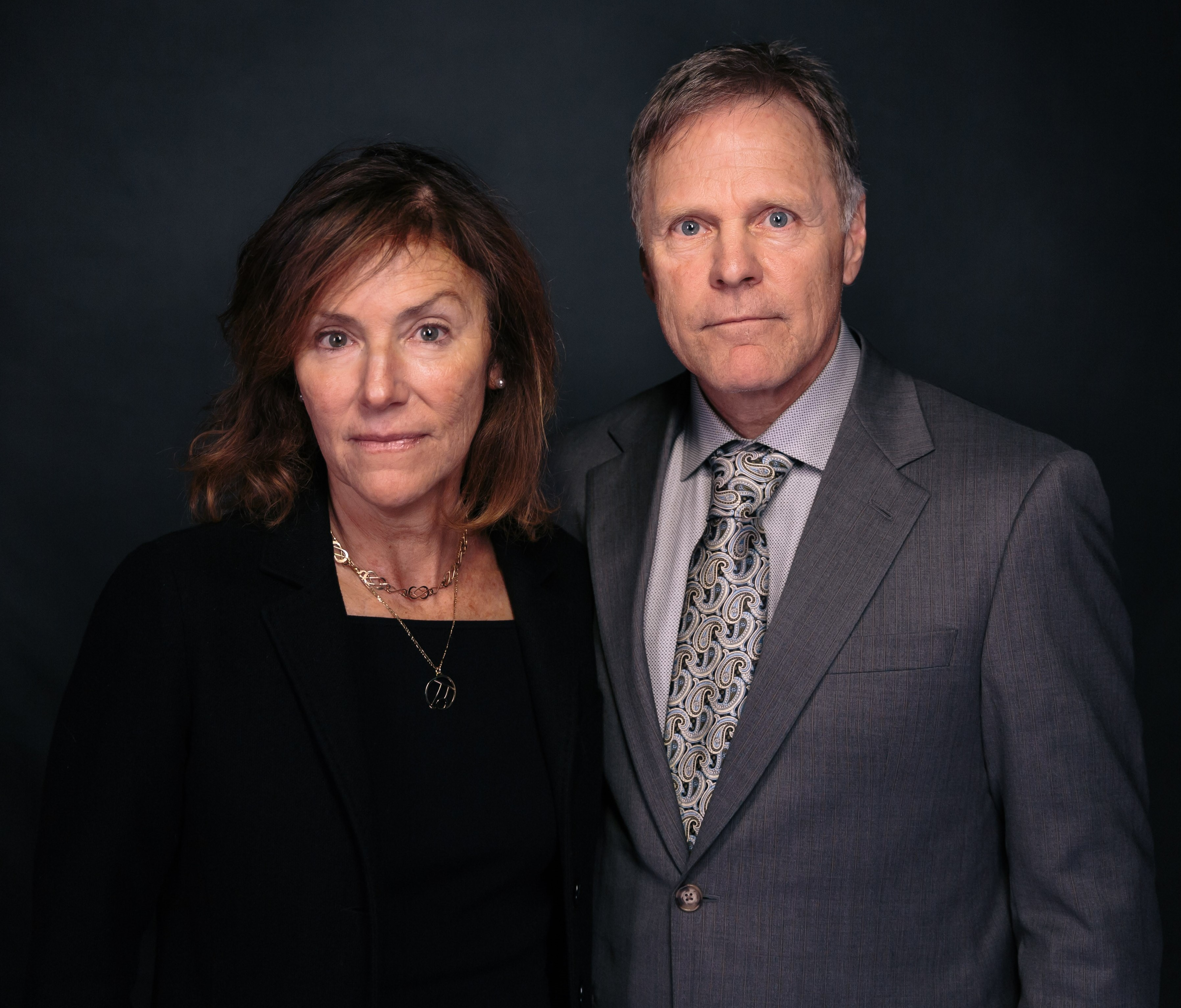
2018년 초 미국 도널드 트럼프 대통령이 조선민주주의인민공화국의 오토 웜비어에 대한 조치를 비난한 국정연설에 참석한 오토 웜비어의 부모

오토 프레더릭 웜비어(영어: Otto Frederick Warmbier, 문화어: 오토 프레데리크 왐비어, 1994년 12월 12일 ~ 2017년 6월 19일)는 조선민주주의인민공화국에 2016년 1월 2일부터 2017년 6월 13일까지 1년 5개월가량 억류되었던 미국인 대학생이다. 혼수상태로 미국에 돌아온 후 얼마 지나지 않아 사망하였다.

## 생애
미국 오하이오주 신시내티 출신이다. 프레드 웜비어(Fred Warmbier)와 신디 웜비어(Cindy Warmbier, 결혼 이전의 성(姓)은 가버(Garber)) 사이에서 태어난 3명의 자녀 가운데 장남으로 태어났으며 유대인 혈통을 갖고 있다. 그의 아버지인 프레드 웜비어는 금속가공 전문 회사를 경영했다. 오토 웜비어의 형제, 자매로는 남동생인 오스틴(Austin), 동생인 그레타(Greta)가 있다. 2013년에는 와이오밍 고등학교(Wyoming High School)를 졸업했다.

### 조선민주주의인민공화국 억류
오토 웜비어는 버지니아 대학교에 재학 중이던 2015년 말에 여행자 자격으로 조선민주주의인민공화국을 방문했다. 2016년 1월 2일 평양의 양각도국제호텔에 설치된 정치 선전물을 훔치려고 한 혐의로 체포되었다.
2016년 3월 16일 최고재판소는 미국 정부의 대조선 적대시 정책을 추종하여 조선민주주의인민공화국의 일심단결의 기초를 허물어버리기 위해 관광 명목으로 조선민주주의인민공화국에 입국하여 엄중한 반공화국 적대 행위를 감행한 혐의로 국가전복음모죄를 적용하여 오토 웜비어에게 로동교화형(징역형) 15년을 선고했다.

### 석방과 사망
조선민주주의인민공화국은 17개월 뒤인 2017년 6월 13일에 웜비어를 석방하였다. 모국 송환 당시 웜비어는 혼수상태였으며 진단 결과 뇌조직에 광범위한 손상을 입은 것으로 드러났다. 결국 같은 해 6월 19일에 끝내 사망하였다.

## 같이 보기
- 미국-조선민주주의인민공화국 관계
- 조선민주주의인민공화국의 관광